# Stephan Tauschitz
Stephan Tauschitz (* 9. Juli 1889 in Hörtendorf; † 29. März 1970 in Klagenfurt) war ein österreichischer Landwirt, Politiker (Landbund) und Diplomat.
Nach dem Besuch der Klagenfurter Realschule studierte Tauschitz an der Technischen Hochschule Wien (Dipl.-Ing. 1922). Von 1914 bis 1918 wurde er im Ersten Weltkrieg eingesetzt, in Serbien verwundet und zum Hauptmann befördert.
Er war Gauleiter der Heimwehr, trat dann jedoch aus dieser aus.
1927 wurde er Mitglied des Landbundes. Tauschitz war Abgeordneter zum Kärntner Landtag (1927–1930), dem er vom 27. Oktober 1931 bis 20. Oktober 1932 vorsaß. Von 1927 bis 1934 war er Abgeordneter zum Nationalrat, von 1931 bis 1932 Dritter Präsident des Nationalrates. 1932 bis 1933 war er auch Obmann des parlamentarischen Klubs des Landbundes.
1933 wurde er zum österreichischen Gesandten in Berlin ernannt; zusätzlich akkreditiert u. a. in Kaunas. Vom 10. Juli 1934 bis zum 3. August 1934 war Tauschitz Staatssekretär für die auswärtigen Angelegenheiten im Bundeskanzleramt.
Am 7. Mai 1945 übergab Friedrich Rainer seine Amtsgeschäfte als Gauleiter und Landeshauptmann von Kärnten an einen Vollzugsausschuss. Vorsitzender dieses Ausschusses war ein Sozialdemokrat Hans Piesch, sein Stellvertreter war Stefan Tauschitz. Die Briten nahmen diese „Landesregierung“ vorerst zwar zur Kenntnis, waren aber nicht bereit, sie anzuerkennen.
1950 wurde er wieder in den diplomatischen Dienst der Republik Österreich aufgenommen, er war Gesandter und später Botschafter in Argentinien (zusätzlich akkreditiert u. a. in Paraguay und Uruguay), zuletzt Botschafter in Athen. Am 31. Dezember 1954 wurde er in den dauerhaften Ruhestand versetzt. Am 28. Februar 1955 endete das Dienstverhältnis als Ruhestandsbeamter.